# Nowa (Basse-Silésie)
Pour les articles homonymes, voir Nowa.
Nowa est une localité polonaise de la gmina et du powiat de Bolesławiec en voïvodie de Basse-Silésie.